# Lioness: Hidden Treasures
Lioness: Hidden Treasures es el tercer álbum de estudio y primer álbum recopilatorio postumo  de la cantante y compositora inglesa Amy Winehouse. Fue publicado el 2 de diciembre de 2011 por Island Records. Contiene canciones inéditas, versiones y maquetas seleccionadas por Mark Ronson, Salaam Remi y la familia de Winehouse, incluido el primer sencillo, «Body and Soul», con Tony Bennett. El álbum se publicó a beneficio de la Fundación Amy Winehouse. «Our Day Will Come» se lanzó como segundo y último sencillo del álbum el 4 de diciembre, y fue el primer sencillo en solitario de Winehouse desde 2007.

## Antecedentes
Lioness: Hidden Treasures fue anunciado para su lanzamiento el 31 de octubre de 2011 a través de la web oficial de Winehouse. El álbum es una recopilación de grabaciones anteriores al lanzamiento del álbum de estudio debut de Winehouse, Frank, en 2002, hasta la música en la que estaba trabajando en 2011. El copresidente de Island Records, Ted Cockle, subrayó que Lioness no es en modo alguno la continuación prevista del álbum de Winehouse Back to Black (2006). Sólo dos canciones destinadas a la continuación prevista se habían completado antes de su muerte.
Los productores Salaam Remi y Mark Ronson compilaron el álbum con el consentimiento de la familia Winehouse. Trabajaron juntos escuchando miles de horas de voces de Winehouse. Remi declaró a NME que el álbum no daría lugar a «una situación Tupac», en referencia a Tupac Shakur, en cuyo nombre se han publicado siete álbumes de estudio póstumos desde su muerte en 1996. Afirmó: «Mucha gente, por las otras payasadas que le ocurrían personalmente, no entendía que estaba en la cima de lo que hacía. Venir a Miami era su escape de todo eso, y su proceso de composición podía documentar su vida, ya fuera grabando el dolor o la soledad o el humor. No tiene sentido que estas canciones estén guardadas en un disco duro, marchitándose."
Dos temas de Lioness: Hidden Treasures fueron estrenadas en BBC Radio 1 y BBC Radio 1Xtra el 3 de noviembre de 2011. The Chris Moyles Show emitió la primera reproducción de «Our Day Will Come», mientras que DJ Twin B emitió el estreno mundial de «Like Smoke», que cuenta con la colaboración de Nas. La portada del álbum fue fotografiada por el cantautor de rock canadiense Bryan Adams en 2007.

## Portada
La portada fue puesta a la luz por el cantante canadiense de rock Bryan Adams. En la portada del álbum se ve a la cantante mirando hacia abajo con una cadena su cabello tradicional y al costado las palabras «Amy Winehouse Lioness: Hidden Treasures»

## Recepción crítica
Lioness: Hidden Treasures recibió críticas entre positivas y mixtas por parte de la crítica musical. En Metacritic, que asigna una normalizada puntuación sobre 100 a las críticas de las principales publicaciones, el álbum recibió una promedio puntuación de 65, basada en 28 críticas. Q lo calificó como «un homenaje admirable aunque frecuentemente ensordecido por el eco de su trágico catalizador». Jon Pareles de The New York Times comentó que el álbum «saca todo lo que puede de los archivos» y le parecieron «sólo los restos de lo que podría haber sido». Andrew Ryce de Pitchfork escribió en su crítica: «Hay poco en Lioness: Hidden Treasures que suene a desecho, o como si nunca debería haber sido lanzado; pero hay igualmente poco que suene absolutamente esencial.» El editor de AllMusic John Bush consideró que “sólo la composición de las canciones y la prevalencia de versiones o versiones originales revelan que se trata de una «colección póstuma», dando crédito a Salaam Remi y Mark Ronson por hacer el álbum «sorprendentemente uniforme».

## Rendimiento comercial
Lioness: Hidden Treasures debutó en el número uno de la UK Albums Chart con 194.966 copias vendidas en su primera semana, marcando las mayores ventas en la primera semana de la carrera de Winehouse, así como el cuarto álbum más rápidamente vendido de 2011. Fue certificado triple platino por la British Phonographic Industry (BPI) el 26 de junio de 2020, denotando envíos superiores a 900.000 copias en el Reino Unido. El álbum debutó en el número cinco en el Billboard 200 con ventas en la primera semana de 114.000 unidades, convirtiéndose en el álbum de Winehouse con mayor debut en los Estados Unidos. En julio de 2012, había vendido 423.000 copias en Estados Unidos..
El álbum encabezó las listas en Austria, Grecia, Países Bajos, Portugal y Suiza, mientras que alcanzó los cinco primeros puestos en Canadá, Nueva Zelanda y varios países europeos, como Alemania, Bélgica, Dinamarca, España, Francia, Irlanda, Italia y Suecia. Lioness: Tesoros ocultos había vendido 2,4 millones de copias en todo el mundo a finales de 2011, convirtiéndose en el undécimo álbum más vendido de 2011, así como en el cuarto álbum más vendido de un artista británico. La Federación Internacional de la Industria Fonográfica (IFPI) certificó el álbum como disco de platino a finales de 2011, lo que denota unas ventas superiores al millón de copias en Europa.

## Sencillos
«Body and Soul», la última grabación de estudio de Winehouse y a dúo con Tony Bennett, fue lanzada como sencillo el 14 de septiembre de 2011, en conmemoración del que habría sido el 28 cumpleaños de Winehouse. Se publicó como primer sencillo de Lioness: Hidden Treasures y del álbum de Tony Bennett Duets II'. Los beneficios del lanzamiento del single se donaron a la Fundación Amy Winehouse. «Our Day Will Come» fue lanzado como el segundo sencillo del álbum. La canción se añadió a la lista de reproducción de Radio 1 de la BBC el 2 de noviembre de 2011, entrando en la lista C. También fue nombrado «Disco de la Semana» de BBC Radio 2 para la semana que comenzó el 5 de noviembre.

## Lista de canciones
| N.º   | Título                               | Escritor(es)                                                             | Producer     | Duración |  |
| 1.    | «Our Day Will Come»                  | Mort Garson, Bob Hilliard                                                | Salaam Remi  | 2:49     |  |
| 2.    | «Between the Cheats»                 | Amy Winehouse, Salaam Remi                                               | Salaam Remi  | 3:33     |  |
| 3.    | «Tears Dry» (Original Version)       | Winehouse, Nickolas Ashford, Valerie Simpson                             | Salaam Remi  | 4:08     |  |
| 4.    | «Will You Still Love Me Tomorrow?»   | Gerry Goffin, Carole King                                                | Mark Ronson  | 4:23     |  |
| 5.    | «Like Smoke» (con Nas)               | Remi, Winehouse, Nasir Jones                                             | Salaam Remi  | 4:38     |  |
| 6.    | «Valerie» ('68 Version)              | Sean Payne, Dave McCabe, Abi Harding, Boyan Chowdhury, Russell Pritchard | Mark Ronson  | 4:00     |  |
| 7.    | «The Girl from Ipanema»              | Norman Gimbel, Antônio Carlos Jobim, Vinicius de Moraes                  | Salaam Remi  | 2:47     |  |
| 8.    | «Half Time»                          | Winehouse                                                                | Salaam Remi  | 3:51     |  |
| 9.    | «Wake Up Alone» (Original Recording) | Winehouse, Paul O'Duffy                                                  | Paul O'Duffy | 4:24     |  |
| 10.   | «Best Friends, Right?»               | Winehouse                                                                | Salaam Remi  | 2:56     |  |
| 11.   | «Body and Soul» (con Tony Bennett)   | Robert Sour, Frank Eyton, Edward Heyman, John Green                      | Phil Ramone  | 3:19     |  |
| 12.   | «A Song for You»                     | Leon Russell                                                             | Salaam Remi  | 4:29     |  |
| 45:19 |                                      |                                                                          |              |          |  |

## Posicionamiento en listas
| Posición | 2 | 4 | 6 | 10 | 10 | 6 | 7 | 10 | 14 | 29 | 24 | 29 | 30 | 33 | 35 | 25 | 26 | 25 | 33 | 37 | 44 | 41 | 51 | 53 |

| Lista (2011)                    | Máxima posición |
| ------------------------------- | --------------- |
| Australian Albums Chart         | 8               |
| Austrian Albums Chart           | 1               |
| Belgian Albums Chart (Flanders) | 3               |
| Belgian Albums Chart (Wallonia) | 8               |
| Canadian Albums Chart           | 5               |
| Colombian Albums Charts         | 16              |
| Croatian Albums Chart           | 3               |
| Czech Albums Chart              | 5               |
| Danish Albums Chart             | 16              |
| Dutch Albums Chart              | 1               |
| Finnish Albums Chart            | 25              |
| German Albums Chart             | 3               |
| Greek Albums Chart              | 10              |
| Hungarian Albums Chart          | 31              |
| Irish Albums Chart              | 6               |
| Italian Albums Chart            | 10              |
| New Zealand Albums Chart        | 3               |
| Norwegian Albums Chart          | 26              |
| Polish Albums Chart             | 4               |
| Portuguese Albums Chart         | 1               |
| Scottish Albums Chart           | 2               |
| Spanish Albums Chart            | 2               |
| Swedish Albums Chart            | 9               |
| Swiss Albums Chart              | 1               |
| UK Albums Chart                 | 1               |
| US Billboard 200                | 5               |
| US Top R&B/Hip-Hop Albums       | 1               |

| País          | Certificación |
| ------------- | ------------- |
| Alemania      | Oro           |
| Colombia      | Oro           |
| Nueva Zelanda | Oro           |
| Portugal      | Oro           |
| España        | Platino       |
| Reino Unido   | Doble Platino |